# Condado de Duval (Flórida)
O condado de Duval (em inglês:  Duval County) é um dos 67 condados do estado americano da Flórida. A sede e cidade mais populosa do condado é Jacksonville. Foi fundado em 12 de agosto de 1822.

## Geografia
De acordo com o United States Census Bureau, o condado possui uma área de 2 379 km², dos quais 1 974 km² estão cobertos por terra e 405 km² por água.

## Demografia
Segundo o censo nacional de 2010, o condado possui uma população de 864 263 habitantes e uma densidade populacional de 437,8 hab/km². Possui 388 486 residências, que resulta em uma densidade de 196,8 residências/km².
Das cinco localidades incorporadas no condado, Jacksonville é a mais populosa, com 821 784 habitantes, o que representa 95% da população total, enquanto Atlantic Beach é a mais densamente povoada, com 1 400 hab/km². Baldwin é a menos populosa, com 1 425 habitantes. De 2000 para 2010, a população de Jacksonville cresceu 12% e a de Baldwin reduziu em 13%. Apenas uma localidade possui população superior a 100 mil habitantes.